# Independent Spirit Awards 1996
La cerimonia di premiazione dell'11ª edizione degli Independent Spirit Awards si è svolta il 23 marzo 1996 sulla spiaggia di Santa Monica, California ed è stata presentata da Samuel L. Jackson. Jodie Foster, Laurence Fishburne e John Travolta sono stati i presidenti onorari.
Per la prima volta la cerimonia è stata trasmessa in diretta dall'Independent Film Channel.

## Vincitori e candidati
I vincitori sono indicati in grassetto, a seguire gli altri candidati.

### Miglior film
- Via da Las Vegas (Leaving Las Vegas), regia di Mike Figgis
- The Addiction - Vampiri a New York (The Addiction), regia di Abel Ferrara
- Si gira a Manhattan (Living in Oblivion), regia di Tom DiCillo
- Safe, regia di Todd Haynes
- Il segreto dell'isola di Roan (The Secret of Roan Inish), regia di John Sayles

### Miglior attore protagonista
- Sean Penn - Dead Man Walking - Condannato a morte (Dead Man Walking)
- Nicolas Cage - Via da Las Vegas (Leaving Las Vegas)
- Tim Roth - Little Odessa
- Jimmy Smits - Mi familia (My Family)
- Kevin Spacey - Il prezzo di Hollywood (Swimming with Sharks)

### Miglior attrice protagonista
- Elisabeth Shue - Via da Las Vegas (Leaving Las Vegas)
- Lili Taylor - The Addiction - Vampiri a New York (The Addiction)
- Jennifer Jason Leigh - Georgia
- Elina Löwensohn - Nadja
- Julianne Moore - Safe

### Miglior regista
- Mike Figgis - Via da Las Vegas (Leaving Las Vegas)
- Ulu Grosbard - Georgia
- Michael Almereyda - Nadja
- Todd Haynes - Safe
- John Sayles - Il segreto dell'isola di Roan (The Secret of Roan Inish)

### Miglior fotografia
- Declan Quinn - Via da Las Vegas (Leaving Las Vegas)
- Tim Richmond - Little Odessa
- Jim Denault - Nadja
- Elliot Davis - Torbide ossessioni (Underneath)
- Newton Thomas Sigel - I soliti sospetti (The Usual Suspects)

### Miglior sceneggiatura
- Christopher McQuarrie - I soliti sospetti (The Usual Suspects)
- Mike Figgis - Via da Las Vegas (Leaving Las Vegas)
- Tom DiCillo - Si gira a Manhattan (Living in Oblivion)
- Todd Haynes - Safe
- John Sayles - Il segreto dell'isola di Roan (The Secret of Roan Inish)

### Miglior attore non protagonista
- Benicio del Toro - I soliti sospetti (The Usual Suspects)
- David Morse - Tre giorni per la verità (The Crossing Guard)
- Max Perlich - Georgia
- James LeGros - Si gira a Manhattan (Living in Oblivion)
- Harold Perrineau - Smoke

### Miglior attrice non protagonista
- Mare Winningham - Georgia
- Celia Weston - Dead Man Walking - Condannato a morte (Dead Man Walking)
- Chloë Sevigny - Kids
- Vanessa Redgrave - Little Odessa
- Jennifer Lopez - Mi familia (My Family)

### Miglior film d'esordio
- I fratelli McMullen (The Brothers McMullen), regia di Edward Burns
- Kids, regia di Larry Clark
- Little Odessa, regia di James Gray
- Il prezzo della vita (Picture Bride), regia di Kayo Hatta
- River of Grass, regia di Kelly Reichardt

### Miglior sceneggiatura d'esordio
- Paul Auster - Smoke
- Harmony Korine - Kids
- James Gray - Little Odessa
- Steve McLean - Post Cards from America
- Kelly Reichardt - River of Grass

### Miglior performance di debutto
- Justin Pierce - Kids
- Rose McGowan - Doom Generation (The Doom Generation)
- Gabriel Casseus - New Jersey Drive
- Jason Andrews - Rhythm Thief
- Lisa Bowman - River of Grass

### Miglior film straniero
- Prima della pioggia (Pred doždot), regia di Milčo Mančevski
- La città perduta (La Cité des enfants perdus), regia di Marc Caro e Jean-Pierre Jeunet
- Exotica, regia di Atom Egoyan
- Soy Cuba, regia di Mikhail Kalatozov
- Sotto gli ulivi (Zire darakhatan zeyton), regia di Abbas Kiarostami

### Special Distinction Award
- Samuel Fuller per i suoi vasti contributi al filmmaking indipendente.

### Someone to Watch Award
- Christopher Münch
- Tim McCann
- Jennifer Montgomery
- Kelly Reichardt
- Rafal Zielinski